# Trichocerota univitta
Trichocerota univitta is een vlinder uit de familie van de wespvlinders (Sesiidae), onderfamilie Tinthiinae.
Trichocerota univitta is voor het eerst wetenschappelijk beschreven door George Francis Hampson in 1900. De soort komt voor in het Oriëntaals gebied.